# Las lealtades
Las lealtades es la novena novela de la escritora francesa Delphine de Vigan, publicada el 3 de enero de 2018 por Jean-Claude Lattes.

## Sinopsis
En su universidad, dos jóvenes se esconden para beber alcohol, poniéndose en situaciones cada vez más peligrosas. Su maestra, Hélène, está preocupada por la salud física y mental de uno de ellos, que resulta estar viviendo entre un padre desempleado y una madre indigente. La novela se construye en torno a un juego de lealtades, lazos invisibles que unen a los personajes entre sí. Esta novela evoca varios aspectos de esta juventud contemporánea dividida entre múltiples conflictos que muchas veces tienen su origen en los hogares. Estos conflictos empujan a un joven exhausto a consumir alcohol, pero ¿hasta qué punto?

## Personajes
Hay varios personajes principales:
- Théo: un niño de 12/13 años en la escuela secundaria. Sus padres están separados y él tiene un contrato de estudio y trabajo. Su padre vive solo, no hace nada en todo el día, deteriorándose poco a poco. Su madre es bastante básica, aparte del hecho de que odia al padre de Theo. Théo es alcohólico y bebe a escondidas en la escuela y por lo tanto tiene problemas en la escuela. Su madre es consciente de que bebe pero su padre no.
- Mathys: el mejor amigo de Mathys y Théo desde sexto grado, bebe con Théo a escondidas pero tiene un nivel de alcoholismo menos severo. Sus padres no están separados pero a su madre no le gusta Théo. El padre, William, pasa sus días en su oficina y su esposa descubre que está en un sitio donde escribe artículos racistas, homófobos y muchos otros. Es un juego.
- Hélène: es la maestra de los dos estudiantes, ve que algo está pasando con Théo. Ella piensa que él está siendo abusado. Hizo varias citas con la enfermera y la madre, pero nada va bien.